# Pseudoparentia nullaborensis
Pseudoparentia nullaborensis är en tvåvingeart som beskrevs av Daniel J. Bickel 1994. Pseudoparentia nullaborensis ingår i släktet Pseudoparentia och familjen styltflugor. Inga underarter finns listade i Catalogue of Life.